# Bruce Tulloh
Bruce Tulloh, született Michael Swinton Tulloh (Datchet, 1935. szeptember 29. – Wiltshire, 2018. április 28.) Európa-bajnok angol atléta, hosszútávfutó.

## Pályafutása
Az 1960-as római olimpián 5000 méteren az előfutamban kiesett. Az 1962-es belgrádi Európa-bajnokságon aranyérmet szerzett ugyan ebben a versenyszámban. Híres volt arról, hogy a legtöbb versenyén mezítláb futott.

## Sikerei, díjai
- Európa-bajnokság – 5000 m
  - aranyérmes: 1962, Belgrád